# Асамбуха, Николас
Николас Эсекиэль Асамбуха Варгас (исп. Nicolás Ezequiel Azambuja Vargas; родился 28 марта 2008, Сальто) — уругвайский футболист, полузащитник клуба «Данубио».

## Клубная карьера
Воспитанник футбольной академии клуба «Данубио». 2 декабря 2024 года дебютировал в основном составе уругвайской команды в матче Примеры Уругвая против «Депортиво Мальдонадо».

## Карьера в сборной
В октябре 2024 года в составе сборной Уругвая до 15 лет сыграл на чемпионате Южной Америки (до 15 лет) в Боливии. Провёл на турнире четыре матча, забив два гола в играх против Эквадора и Аргентины.